# Egil Gjelland
Egil Gjelland (* 12. listopadu 1973 Voss) je bývalý norský biatlonista a olympijský vítěz v mužské štafetě.

## Sportovní kariéra
Egil Gjelland působil v norské biatlonové reprezentaci v letech 1995–2007. Vyhrál jednou: stíhací závod v švédském Östersundu v sezóně 2004/2005. Celkem sedmkrát stál v individuálních závodech na stupních vítězů.
Zúčastnil se Zimních olympijských her 1998, odkud má stříbrnou medaili ze štafety, a 2002, kde ve stejné disciplíně získal zlato.
Po skončení profesionální kariéry působil jako trenér ženské norské reprezentace a od roku 2014 mužské. V letech 2018–2024 působil jako trenér české ženské biatlonové reprezentace.

## Osobní život
Žije v obci Voss v kraji Vestland na západě Norska, kde má rodinnou farmu. Původním povoláním je truhlář.
V roce 2002 se oženil s biatlonistkou Ann-Elen Skjelbreid, sestrou olympijské medailistky Liv Grete Skjelbreidová Poiréeová. Mají spolu dceru Kristi (* 2004).